# Андроник Каллист
Андроник Каллист (греч. Ανδρόνικος Κάλλιστος; ум. между 1476 и 1486, Лондон) — византийский ученый и гуманист, эмигрировавший в Западную Европу после падения Константинополя в 1453 году. Один из греческих деятелей Возрождения. Двоюродный брат видного учёного Феодора Газы.

## Биография
Каллист родился в Салониках, по другим сведениям — в Константинополе. Образование получил в Константинополе.
По одной версии, Андроник Каллист переселился в Италию не позднее 1437 года. Там он участвовал в Ферраро-Флорентийском соборе и 1438 году, после чего преподавал греческий в Падуе и совместно с Иоанном Аргиропулом жил в доме банкира и филолога Палла Строцци. По другим сведениям, он покинул Константинополь только после его захвата турками.
Он преподавал греческий язык в городах Болонья (1464), Рим (1469) , Флоренция.
После смерти Эрмонима Спартанца был приглашён в Париж, где занял кафедру покойного в университете.
Часто ездил в Королевство Англия и преподавал в Лондоне, где и умер в преклонном возрасте в 1486 году
.

## Труды
- Ода о падении Константинополя
- В защиту Теодора Газа против критицизма Михаил Апостола (Andronicus Callistus Defensio Theodori Gazae adversus Michaelem Apostolium).[6][7]
- Благодарственная эпиграмма к Виссариону
- О страстях
- О добродетелях и злобах
- О поэзии
- Комментарии к Гомеру
- Письма к Виссариону, Секундину, Григорию Палеологу и Теодору Димитриу
- Речь хвалебная к Григорию Палеологу
- Письмо к Григорию Палеологу о Эрмониме
- О душе
- О судьбе
- Перевод на латинский Aristotelis de generatione et corruptione libri duo

Сочинения Андроника включены в 161-й том Patrologia Graeca.